# تنس (لعبة فيديو 1981)
تنس (بالإنجليزية: Tennis)‏ ، هي لعبة فيديو إلكترونية من نوع رياضة التنس ، أنتجها شركة أكتفجن سنة 1981م، وتعمل على نظام أتاري 2600 الحصرية.